# Steve James (Regisseur)
Steve James (* 30. November 1953 in Hampton, Virginia, USA) ist ein Oscar-nominierter US-amerikanischer Filmregisseur, Filmproduzent und Filmeditor	. 

## Leben und Werk
James absolvierte 1977 die James Madison University, im US-Bundesstaat Virginia. 1985 schloss er die Southern Illinois University Carbondale ab, an der er Film studiert hatte. Seither wirkt er als Regisseur, Produzent, Editor und Drehbuchautor im Film und Fernsehen. Im Sportfilm Joe & Max mit Til Schweiger, Leonard Roberts und Peta Wilson führte er Regie. Der Fernsehfilm basiert auf den Leben der Boxer Joe Louis und Max Schmeling. 
Im Jahr 1994 erhielt James beim Sundance Film Festival den Publikumspreis für seinen ersten Kinofilm Hoop Dreams. 1995 wurde er für diesen Dokumentarfilm in der Kategorie Bester Schnitt für den Oscar nominiert, erhielt ebenfalls den MTV Movie Award, den DGA Award der Directors Guild of America und den Eddie der American Cinema Editors. James wurde auch mit verschiedenen weiteren Preisen für seine Arbeiten ausgezeichnet. 
Er ist mit Judy James verheiratet, hat drei Kinder, und lebt in Oak Park, einem Vorort von Chicago. 

## Filmografie
| - 1986: Stop Substance Abuse - 1991: Grassroots Chicago - 1993: Higher Goals - 1994: Hoop Dreams - 1997: Steve Prefontaine – Der Langstreckenläufer (Prefontaine) - 1999: Flüchtiger Ruhm (Passing Glory) - 2002: Joe & Max (Joe and Max) - 2002: Stevie - 2005: Reel Paradise - 2011: The Interrupters - 2014: Life Itself - 2016: Abacus: Small Enough to Jail - 2022: A Compassionate Spy - 1994: Hoop Dreams - 2002: Stevie - 2005: Reel Paradise - 2006: The War Tapes - 2011: The Interrupters - 2014: Life Itself | - 1994: Hoop Dreams - 2002: Stevie - 2005: Reel Paradise - 2006: The War Tapes - 2011: The Interrupters - 2014: Life Itself - 1994: Hoop Dreams - 1997: Steve Prefontaine – Der Langstreckenläufer (Prefontaine) |